# Callitris neocaledonica
Callitris neocaledonica ist eine Pflanzenart aus der Familie der Zypressengewächse (Cupressaceae). Dieser Endemit kommt nur auf der Insel Grande Terre vor.

## Beschreibung
Callitris neocaledonica wächst als immergrüner Strauch oder kleiner Baum mit kugeliger bis kandelaberförmiger Krone. Die schuppige Borke des kurzen und verdrehten Stammes ist faserig.
Die jungen, nadelförmigen Blätter stehen kreuzgegenständig angeordnet an den Zweigen. Die älteren Blätter sind kurz und steif.
Die männlichen Blütenzapfen stehen endständig an den Zweigen und sind bei einer Länge von 2 bis 3 Millimetern und einer Dicke von 1,5 bis 2 Millimetern kugelig geformt. Die weiblichen Zapfen werden 0,8 bis 1 Zentimeter lang und etwa 0,7 Zentimeter dick.  Die pyramidenförmigen Samen sind geflügelt.

## Verbreitung und Standort
Das natürliche Verbreitungsgebiet von Callitris neocaledonica liegt auf der zu Neukaledonien gehörenden Insel Grande Terre. Es umfasst die in der Südprovinz der Insel gelegenen Massif du Humboldt, Massif de Kouakoué und Montagne des Sources. Das Gesamtverbreitungsgebiet umfasst etwa 257 km² und teilt sich auf über zehn Populationen auf.
Callitris neocaledonica gedeiht in Höhenlagen von 950 bis 1350 Metern. Sie wächst vor allem in dichten Wäldern und Macchien, die sich auf ultramafischen Böden bilden.

## Systematik
Die Erstbeschreibung als Callitris neocaledonica erfolgte 1914 durch Richard Arnold Dümmer in Journal of Botany, British and Foreign, Band 52, Seite 239.

## Gefährdung und Schutz
Callitris neocaledonica wird in der Roten Liste der IUCN als „gering gefährdet“ eingestuft. Der Gesamtbestand wird auf über 10.000 Bäume geschätzt. Die meisten der Bestände befinden sich innerhalb von Schutzgebieten. Als Hauptgefährdungsgrund werden Waldbrände angegeben.